# ZKŻ Zielona Góra
ZKŻ Zielona Góra'  är ett speedwaylag som kommer från Zielona Góra, Polen. Klubben kör i  Polens högsta liga Speedway Ekstraliga.

## Förare 2012
- Piotr Protasiewicz - 2,214
- Andreas Jonsson - 2,087
- Rune Holta - 1,639
- Krzysztof Jablonski - 1,343
- Jonas Davidsson - 1,341
- Patryk Dudek - 1,233
- Aleksandr Loktajew - 0,750

## Förare 2011
- Greg Hancock - 1,929
- Andreas Jonsson - 1,889
- Piotr Protasiewicz - 1,747
- Rafal Dobrucki - 1,606
- Jonas Davidsson - 1,633
- Gregorz Zengota - 1,296
- Patryk Dudek - 1,264